# Агиосоритиса
Богородица Светоручица или Панагија Агиосоритиса (грч. η Αγιοσοριτισσα) је вид иконописа, у коме се Пресвета Богородица изображава без Богомладенца Христа. Најпознатија икона Светоручица се чува у параклису Агиа соротис (гр. "Света Рука") при Халикопартиском храму Пресвете Богородице у Цариграду (Истамбул), 
На таквим иконама је „обновљена“ композиција Деесис, до чијег дела се уздиже икона Агиосоритиса: Мајка Божја је представљена стојећи, у молитви свом Сину, приказаном у небеском сегменту у горњем углу. Свети Андреја Богољубски у једној од таквих руских икона пада под ноге Богородице, као и често и додатно бирани ликови, чији се број и састав у различитим верзијама изузетно разликују. На икони Богољубскаја Богородица је приказана у улози заступнице и посреднице, али ту су и идеје о композицијама Оранте и Одигитрије, које показују пут онима који падају.
На Западу се у Риму налази неколико посебно поштованих икона овог типа, које су у исто време на различите начине тамо дошле са Истока (Мајка Божја Едеска, Мајка Божја Санлукскаја (Арахели), Мајка Божја Сан Систо итд.). Све су византијског порекла и вековима су поштоване као чудотворне, привлачећи пуно православних и католичких ходочасника из различитих земаља. Упркос чињеници да истраживачи датирају ове слике у перидо 8-13. века, црквене хронике и легенде своје ауторство приписују јеванђелисти Луки. С тим у вези, ова врста икона била је прилично популарна у Риму, упркос источнохришћанским коренима - направљен је велики број примерака ових поштованих икона, које су касније красиле главне олтаре католичких и православних цркава широм Италије, а такође су биле познате по својим чудима. 